# Ocnus
Genre
Synonymes
- Ludwigia Reiffen, 1901 non Bayle, 1878[2]
- Pentacucumis Deichmann, 1957[1]

Ocnus est un genre d'holothuries (concombres de mer) de la famille des Cucumariidae.

## Caractéristiques
Ce sont de petites holothuries filtreuses discrètes et réparties essentiellement dans le bassin Atlantique et méditerranéen. Comme de nombreuses Cucumariidae, leur forme est relativement angulaire. Les podia, trapus, sont répartis en doubles rangées aux angles, plus une sur la face inférieure (« trivium »). Les tentacules buccaux, relativement courts mais très ramifiés, sont au nombre de 10. 

## Liste des espèces
Selon World Register of Marine Species (7 juillet 2014) :
- Ocnus amiculus Cherbonnier, 1988
- Ocnus braziliensis (Verrill, 1868)
- Ocnus brunneus Forbes & Goodsir, in Forbes, 1841
- Ocnus capensis (Théel, 1886)
- Ocnus cataphractus (Sluiter, 1901)
- Ocnus corbulus (Cherbonnier, 1953)
- Ocnus cylindricus Semper, 1867
- Ocnus diomedeae Pawson, 1976
- Ocnus glacialis (Ljungman, 1879)
- Ocnus grubei (von Marenzeller, 1874)
- Ocnus hartmeyeri (Helfer, 1912)
- Ocnus javanicus Sluiter, 1880
- Ocnus koellikeri (Semper, 1868)
- Ocnus lacteus (Forbes & Goodsir, 1839)
- Ocnus paracorbulus Thandar, Zettler & Arumugam, 2010
- Ocnus petiti (Cherbonnier, 1958)
- Ocnus placominutus Thandar, Zettler & Arumugam, 2010
- Ocnus planci (Brandt, 1835)
- Ocnus pygmaeus Semper, 1867
- Ocnus rowei Thandar, 2008
- Ocnus surinamensis (Semper, 1868)
- Ocnus syracusanus (Grube, 1840) Panning, 1949
- Ocnus tantulus Cherbonnier, 1988
- Ocnus vicarius Bell, 1883

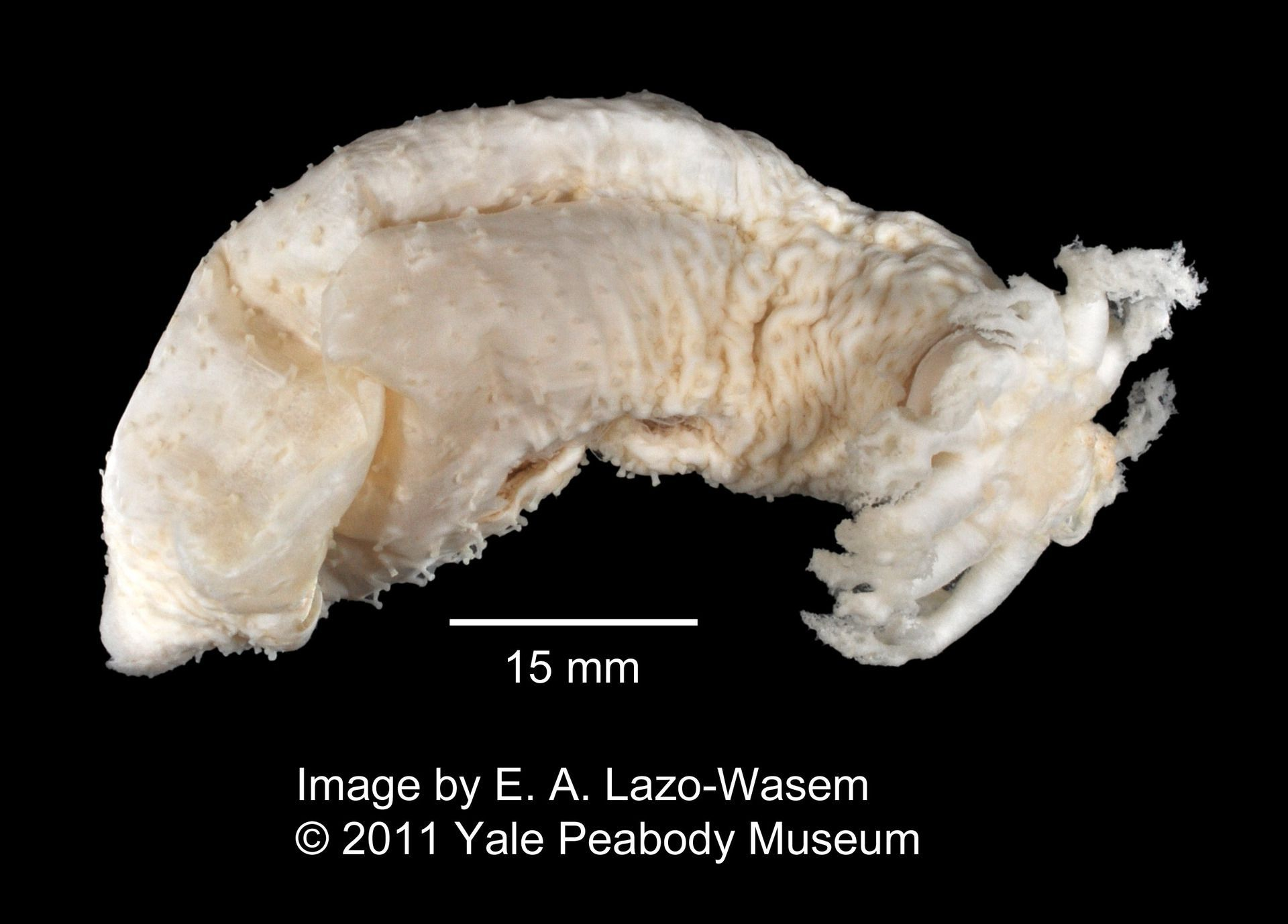
Ocnus braziliensis.
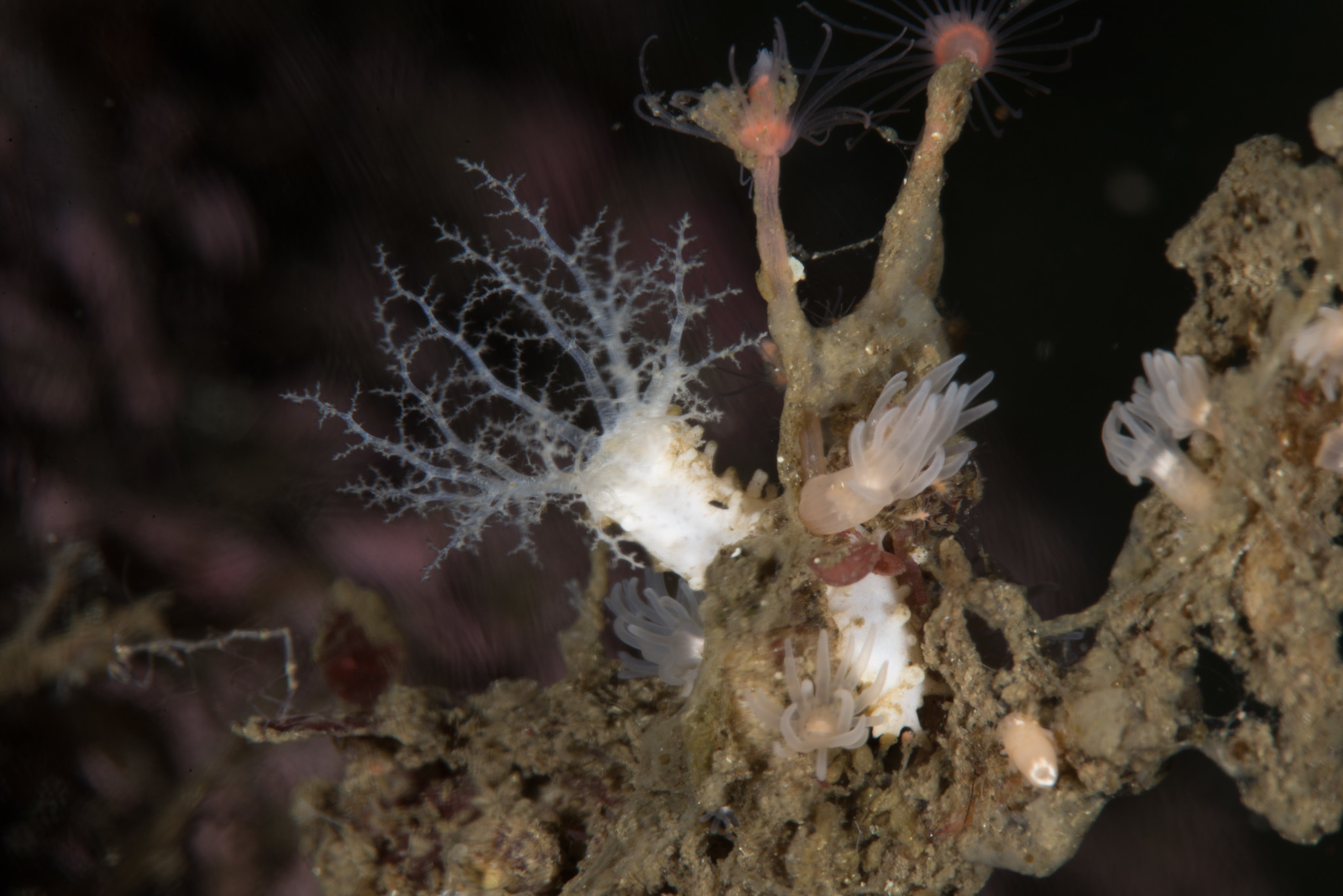
Ocnus lacteus.
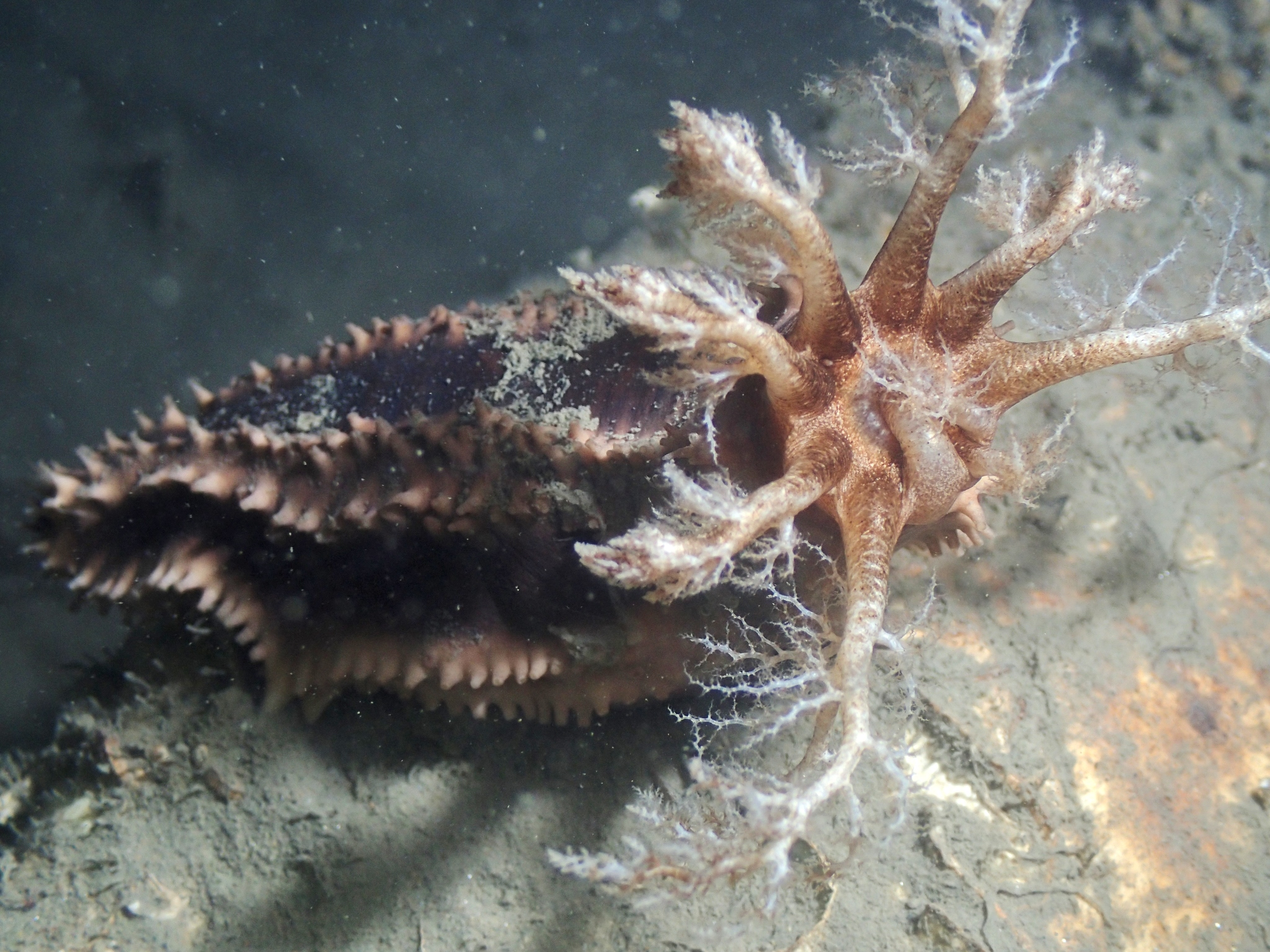
Ocnus planci.
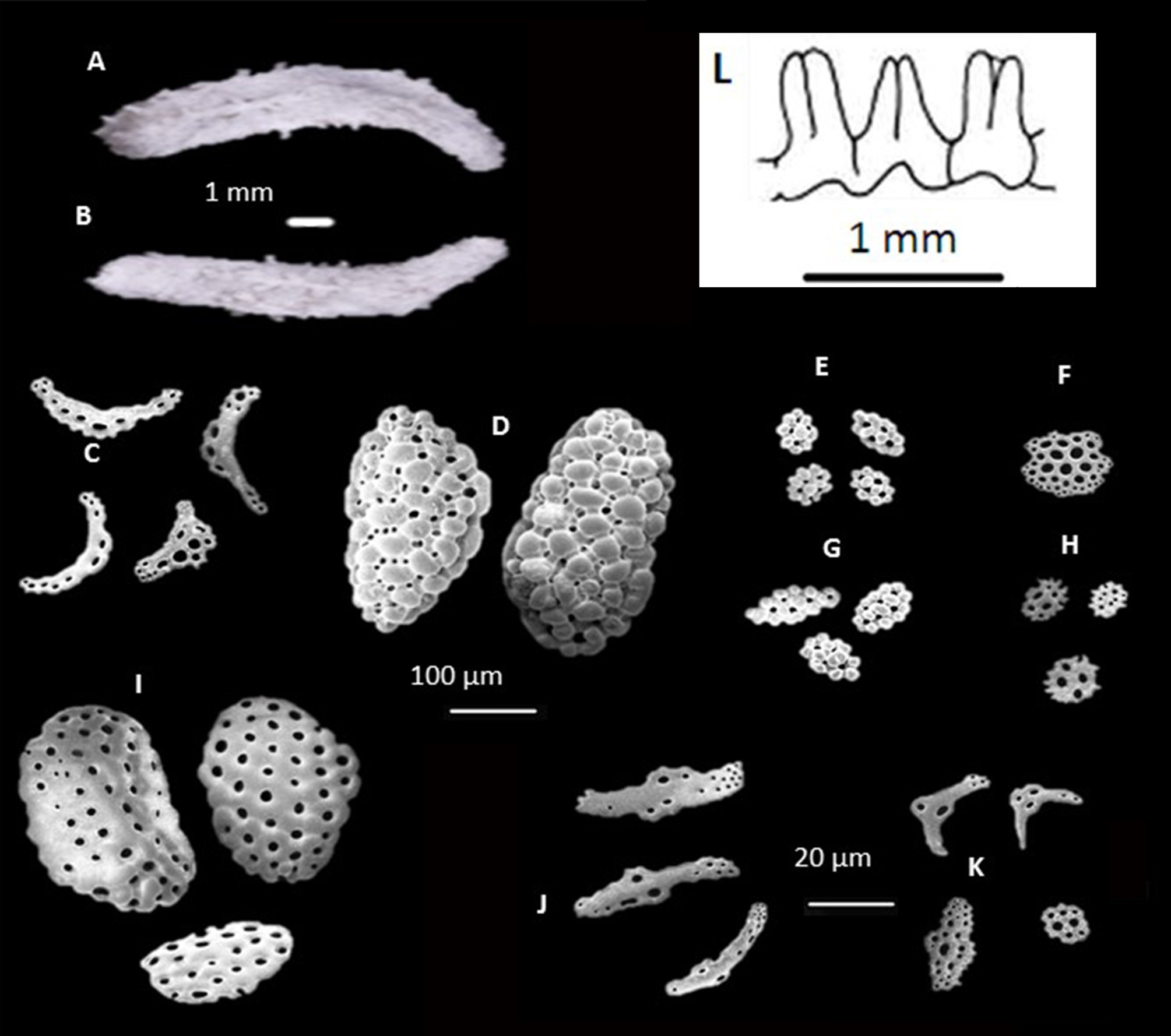
Ocnus rowei.